# Berlesezetes glaber
Berlesezetes glaber är en kvalsterart som beskrevs av Sandór Mahunka 1982. Berlesezetes glaber ingår i släktet Berlesezetes och familjen Microzetidae. Inga underarter finns listade.